# Communauté de communes Marche Occitane-Val d’Anglin
Die Communauté de communes Marche Occitane-Val d’Anglin (offizielle Schreibweise: Communauté de communes Marche Occitane - Val d’Anglin) ist ein französischer Gemeindeverband mit der Rechtsform einer Communauté de communes im Département Indre in der Region Centre-Val de Loire. Er wurde am 5. Dezember 2012 gegründet und umfasst 17 Gemeinden. Der Verwaltungssitz befindet sich im Ort Lignac.

## Geschichte
Der Gemeindeverband entstand im Jahr 2013 aus der Fusion der Vorgängerorganisationen Communauté de communes de la Marche Occitane und Communauté de communes du Val d’Anglin.

## Mitgliedsgemeinden
| Gemeinde                                            | Einwohner 1. Januar 2022 | Fläche km² | Dichte Einw./km² | Code INSEE | Postleitzahl |
| --------------------------------------------------- | ------------------------ | ---------- | ---------------- | ---------- | ------------ |
| Beaulieu                                            | 51                       | 7,48       | 7                | 36015      | 36310        |
| Bélâbre                                             | 926                      | 40,14      | 23               | 36016      | 36370        |
| Bonneuil                                            | 75                       | 11,41      | 7                | 36020      | 36310        |
| Chaillac                                            | 1.031                    | 59,79      | 17               | 36035      | 36310        |
| Chalais                                             | 151                      | 39,65      | 4                | 36036      | 36370        |
| Dunet                                               | 103                      | 9,24       | 11               | 36067      | 36310        |
| La Châtre-Langlin                                   | 503                      | 27,40      | 18               | 36047      | 36170        |
| Lignac                                              | 459                      | 67,03      | 7                | 36094      | 36370        |
| Mauvières                                           | 307                      | 23,94      | 13               | 36114      | 36370        |
| Mouhet                                              | 411                      | 32,26      | 13               | 36134      | 36170        |
| Parnac                                              | 511                      | 46,75      | 11               | 36150      | 36170        |
| Prissac                                             | 577                      | 62,83      | 9                | 36168      | 36370        |
| Roussines                                           | 358                      | 22,98      | 16               | 36174      | 36170        |
| Saint-Benoît-du-Sault                               | 510                      | 1,80       | 283              | 36182      | 36170        |
| Saint-Gilles                                        | 92                       | 7,68       | 12               | 36196      | 36170        |
| Saint-Hilaire-sur-Benaize                           | 314                      | 32,61      | 10               | 36197      | 36370        |
| Tilly                                               | 138                      | 14,77      | 9                | 36223      | 36310        |
| Communauté de communes Marche Occitane-Val d’Anglin | 6.517                    | 507,76     | 13               | –          | –            |

## Quelle
1. ↑  www.collectivites-locales.gouv.fr
2. ↑  CC Marche Occitane - Val d’Anglin (SIREN: 200 035 137) in der Base nationale sur l’intercommunalité (BANATIC) des französischen Innenministeriums (französisch)